# Birger Santesson
Carl Olof Birger Santesson, född 23 november 1845 på Sjötuna i Kumla socken, Östergötland, död 25 april 1893 i Filipstad, var en svensk bergsvetenskapsman.
Birger Santesson var son till godsägaren Gustaf Bernhard Santesson. Efter mogenhetsexamen 1865 i Linköping antogs han som extra elev vid Teknologiska institutet i Stockholm, praktiserade 1866–1867 som elev vid vattenbyggnader och studerade från 1867 vid Uppsala universitet, där han blev filosofie kandidat 1873 och filosofie doktor 1875 samt avlade bergsexamen 1876. Han genomgick sedan bergsskolan vid Teknologiska institutet 1876–1877 som specialelev i metallurgi och hyttkonst och antogs 1878 till auskultant i Kommerskollegium för inträde på bergsstaten. 1878–1887 deltog han som extra geolog vid Sveriges Geologiska Undersökning, i verkets med Jernkontorets bidrag utförda bergslagsundersökning. Samtidigt var han verksam som gruvingenjör, upprättade arbetsplaner och ledde det tekniska arbetet vid inte mindre än 21 enskilda gruvfält i Mellersta, Östra och Gävle-Dala bergsmästardistrikt, utförde dessutom gruvmätningar och magnetometriska mätningar samt upprättade kartor över ett stort antal gruvfält. 1883 uppehöll han därjämte professuren i gruvvetenskap vid Tekniska högskolan och tjänstgjorde 1884, 1886 och 1890 som lärare vid Bergsskolan i Filipstad (1886 var han även tillförordnad föreståndare där). Efter att 1887–1890 ha varit tjänsteförrättande gruvingenjör i Mellersta bergslagsdistriktet blev han 1890 ordinarie gruvingenjör i Västra bergmästaredistriktet. Santesson har beskrivits som öppen och levnadsglad och var verksam till slutet av sitt liv. 1880 företog han med statsunderstöd en studieresa till Tyskland, Österrike, Frankrike och Belgien. Hans doktorsavhandling behandlade ett kemiskt ämne (Om några af metallen niobiums föreningar, 1875). Bland hans smärre uppsatser märks beskrivningar i Geologiska föreningens förhandling av kaolinfyndigheten vid Hultebo i Skinnskatteberg (1883) och av nickelmalmfyndigheten vid Kleva (1887). Hans huvudarbete blev den omfattande del 2 (Geognostiska kartor och beskrifningar öfver de viktigare gruffälten, 1889) av beskrivningen till den av Sveriges geologiska undersökning utarbetade kartan i skalan 1:100.000 över berggrunden inom de malmförande trakterna i norra delen av Örebro län. Även i den av Henrik Santesson 1883 som del 1 utgvina allmänna gelogiska beskrivningen till samma karta medverkade Santesson.